# Alpes valaisanos
Os Alpes valaisanos ou Alpes do Valais são a parte sul dos Alpes no cantão do Valais, na Suíça, entre o Vale de Aosta italiano e o vale do Ródano que atravessa o Valais. 

## Geografia
As montanhas valaisanas situadas na parte norte do vale do Ródano são os Alpes berneses.
A oeste, e do outro lado do rio Dora Baltea, encontram-se os Alpes Graios - incluindo o maciço do Monte Branco e o maciço do Gran Paradiso, e a leste, separado pelo colo do Simplon, os Alpes Lepontinos.
A parte italiana do Vale de Aosta também é por vezes referida como Alpes Peninos.

## Cumes
Os cumes mais elevados são:
- Pico Dufour, 4634 m
- Dom des Mischabel, 4 545 m
- Weisshorn, 4 505 m
- Cervino, 4 477 m
- Dent Blanc, 4 357 m
- Grande Combin, 4 314 m

## Panorama
<div class="thumb tnone" style="margin-left: auto; margin-right:auto; width:Vista panorâmica dos Alpes valaisanos; max-width:Erro de expressão: Palavra "cente" não reconhecidapx;">